# Black Bird (mini-série)
Pour les articles homonymes, voir Blackbird.
Black Bird est une mini-série télévisée policière américaine de six épisodes, développée par Dennis Lehane et diffusée le 8 juillet 2022 sur Apple TV+.
Il s'agit de l'adaptation du roman autobiographique In with the Devil : a Fallen Hero, a Serial Killer, and a Dangerous Bargain for Redemption de James Keene et Hillel Levin, publié en 2010 aux États-Unis.

## Synopsis
James "Jimmy" Keene se tourne vers une vie de criminel et de trafiquant de stupéfiants jusqu'à ce qu'il soit arrêté. Il est condamné à dix ans de prison sans possibilité de libération conditionnelle. C'est alors que les autorités fédérales lui offrent la possibilité de sortir de prison s'il parvient à obtenir les aveux de Lawrence « Larry » Hall, un tueur en série présumé avec lequel il purge sa peine de prison.

## Distribution

### Principaux
- Taron Egerton (VF : François Deblock) : James « Jimmy » Keene Jr.
- Paul Walter Hauser (VF : Christophe Lemoine) : Lawrence « Larry » Hall
- Sepideh Moafi (VF : Claire Morin) : Lauren McCauley
- Greg Kinnear (VF : Philippe Valmont) : Brian Miller
- Ray Liotta (VF : Emmanuel Jacomy) : James « Big Jim » Keene

### Récurrents
- Robyn Malcolm (VF : Martine Irzenski) : Sammy Keene
- Jake McLaughlin (VF : Eric Daries) : Gary Hall
- Robert Wisdom (VF : Frantz Confiac) : Edmund Beaumont
- Cullen Moss (VF : Jean-Alain Velardo) : Russ Aborn
- Tony Amendola (VF : Michel Vigné) : Vincent Gigante
- Melanie Nicholls-King (VF : Maïk Darah) : Dr Amelia Hackett
- Christopher B. Duncan (VF : Thierry Desroses) : Dr Aaron Zicherman
- Joe Williamson (VF : Antoine Tomé) : le commandant Carter
- Laney Stiebing (VF : Meaghan Dendraël) : Jessica Roach
- Cecilia Leal : Rochelle
- Cade Tropeano : Larry Hall jeune
- Blue Clarke : Jimmy Keene jeune

 Source et légende : version française (VF) sur RS Doublage et DSD

## Distinctions

### Récompenses
- Golden Globes 2023 : Meilleur acteur dans un second rôle dans une mini-série, une anthologie ou un téléfilm pour Paul Walter Hauser[3]
- Emmy Awards 2023 : Meilleur acteur dans un second rôle dans une mini-série ou un téléfilm pour Paul Walter Hauser[4]

### Nominations
- Golden Globes 2023 : 
  - Meilleure mini-série ou meilleur téléfilm[3]
  - Meilleur acteur dans une mini-série ou un téléfilm pour Taron Egerton[3]
- Emmy Awards 2023 : 
  - Meilleur acteur dans une mini-série ou un téléfilm pour Taron Egerton[4]
  - Meilleur acteur dans un second rôle dans une mini-série ou un téléfilm pour Ray Liotta[4]